# خطيمي
الخُطَيْمِيّ (الاسم العلمي: Phyla Lour.) هو جنس نباتي يتبع الفصيلة اللويزية من رتبة الشفويات وطائفة ثنائيات الفلقة.